# 自由民主党政務調査会
自由民主党政務調査会（じゆうみんしゅとうせいむちょうさかい）は、自由民主党の政策部会である。

## 概説
政調会長とは「政務調査会長」の略であり、自民党としてどのような政策・法案を打ち出すかを取りまとめる責任者である。政務調査会で取りまとめられた方針を内閣に伝え、予算案に反映させる。自民党が与党である限り、政府の政策立案にも強い影響力を持つのが政調会長であり、公認などの選挙対策など、全ての実務を仕切る幹事長、議決機関である総務会の長・総務会長の3つのポストを総称して「党三役」という。選挙対策委員長も加えて、「党四役」とも言われる。
自由民主党国会議員と総裁が委嘱した学識経験者をもって構成され、党の政策の調査研究と立案を担当し、審議決定をする。自由民主党が採用する政策、国会に提出する法案は、政務調査会の審査を経なければならない。政務調査会と部会は全会一致が原則である。
必要に応じて調査会、特別委員会等を設けることができる。
政務調査会の決定機関として、政調審議会が置かれる。政調審議会は政務調査会長と政務調査会副会長で構成され、政調審議会で決定された政策は速やかに総務会に報告し、決定される必要がある。総務会での決定を経ると、党議拘束がかかるとされる。
また党内の参議院内の機関として参議院政策審議会を置く。

## 組織

### 部会（14あり）
- 内閣第一部会
- 内閣第二部会
- 国防部会
- 総務部会
- 法務部会
- 外交部会
- 財務金融部会
- 文部科学部会
- 厚生労働部会
- 農林部会
- 水産部会
- 経済産業部会
- 国土交通部会
- 環境部会

### 調査会
- 金融調査会
- 競争政策調査会
- 知的財産戦略調査会
- 中小企業・小規模事業者政策調査会
- ITS推進・道路調査会
- 国際協力調査会
- 情報通信戦略調査会
- 司法制度調査会
- 治安・テロ対策調査会
- 資源・エネルギー戦略調査会
- 科学技術・イノベーション戦略調査会
- 農林水産戦略調査会
- 消費者問題調査会
- 税制調査会
- 雇用問題調査会
- スポーツ立国調査会
- 環境・温暖化対策調査会
- 安全保障調査会
- 国土強靭化総合調査会
- 住宅土地・都市政策調査会
- 整備新幹線等鉄道調査会
- 選挙制度調査会
- 文化伝統調査会
- 食育調査会
- 観光立国調査会
- 北方調査会
- 沖縄振興調査会
- PFI調査会
- 青少年健全育成推進調査会
- 食料産業調査会
- 原子力政策・需給問題等調査会
- 障害児者問題調査会

### 特別委員会
- 宇宙・海洋開発特別委員会
- G空間情報活用推進特別委員会
- 超電導リニア鉄道に関する特別委員会
- 航空政策特別委員会
- 海運・造船対策特別委員会
- 交通安全対策特別委員会
- 災害対策特別委員会
- 都市公園緑地対策特別委員会
- 下水道・浄化槽対策特別委員会
- 過疎対策特別委員会
- たばこ特別委員会
- 鳥獣被害対策特別委員会
- 公益法人・NPO等特別委員会
- 人口減少社会対策特別委員会
- 外国人労働者等特別委員会
- 北海道総合振興特別委員会
- 山村振興特別委員会
- 離島振興特別委員会
- 奄美振興特別委員会
- 半島振興特別委員会
- 捕鯨対策特別委員会
- 豪雪対策特別委員会
- 火山対策特別委員会

### 特命委員会
- 領土に関する特命委員会
- 安全保障と土地法制に関する特命委員会
- 戦没者遺骨帰還に関する特命委員会
- 社会保障制度に関する特命委員会
- テレワーク推進特命委員会
- クールジャパン戦略推進特命委員会
- IT戦略特命委員会
- キャリア教育推進特命委員会
- 家族の絆を守る特命委員会
- 刑務所出所者等就労支援強化特命委員会
- 水戦略特命委員会
- 国際保健医療戦略特命委員会
- 日本の名誉と信頼を回復するための特命委員会
- 財政再建に関する特命委員会
- 郵政事業に関する特命委員会
- 成年年齢に関する特命委員会
- 日本版マイスター制度に関する特命委員会